# آکاماتسو ماسانوری
آکاماتسو ماسانوری (به ژاپنی: 赤松 政範 Akamatsu Masanori); – ۱ ژانویهٔ ۱۵۷۷) سامورایی اهل ژاپن و صاحب قلعه کوزوکی در ولایت هاریما بود.